# Stuvuskären
Stuvuskären är klippor i Finland.   De ligger i kommunen Pargas i landskapet Egentliga Finland, i den södra delen av landet, 180 km väster om huvudstaden Helsingfors. Stuvuskären ligger 4 meter över havet.
Terrängen runt Stuvuskären är mycket platt.